# Syngamia poecilura
Syngamia poecilura là một loài bướm đêm trong họ Crambidae.